# ديوان اللغة والصحافة (ماليزيا)
ديوان باهاسا دان بوستاكا (الجاوية: ديوان بهاس دان ڤوستاک
) هي الهيئة الحكومية المسؤولة عن تنسيق استخدام اللغة الملايوية وأدب اللغة الملايوية [الإنجليزية] في ماليزيا.

## القاموس والمنشورات الأخرى

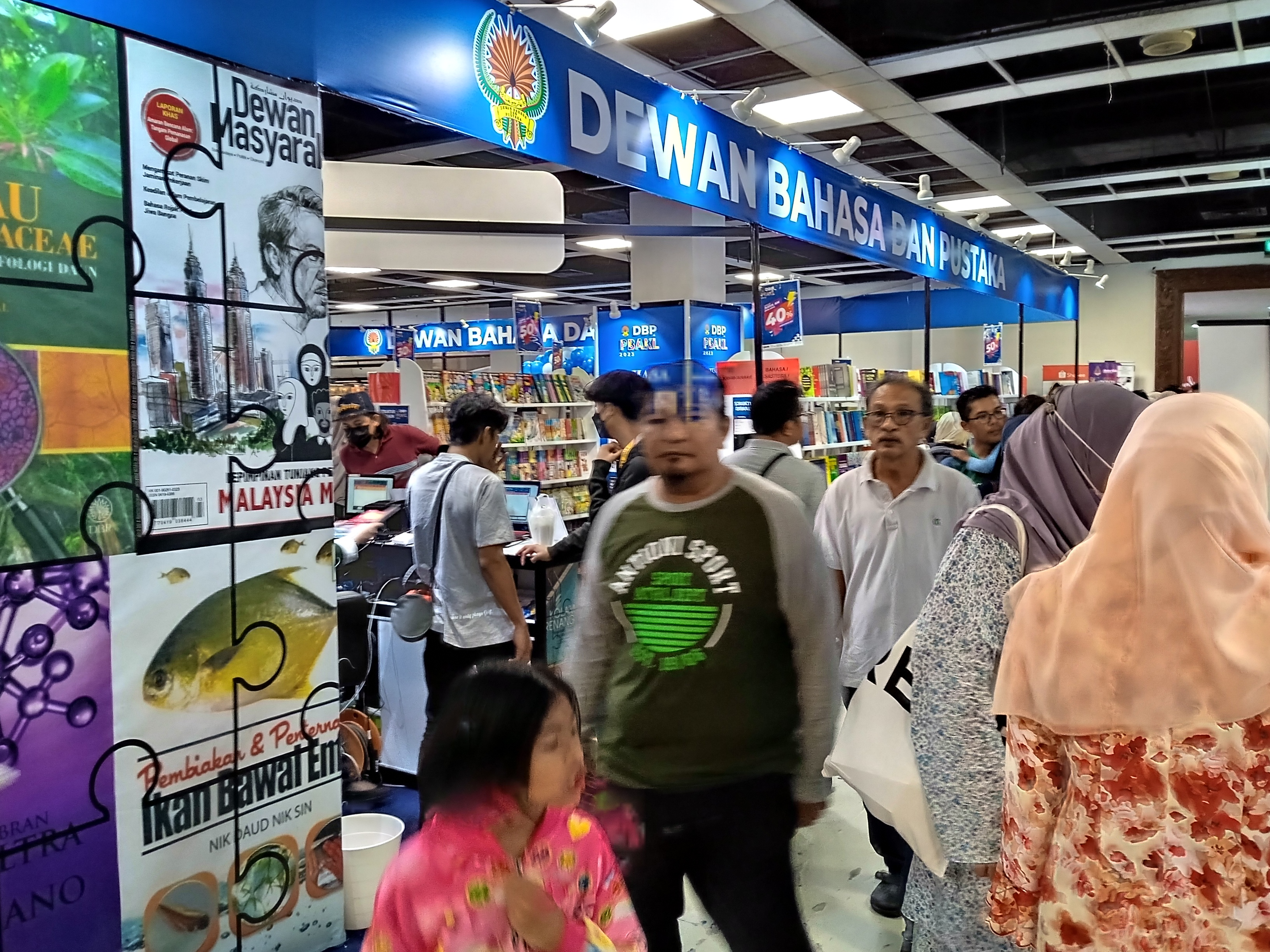
كشك تعريفي لديوان اللغة والصحافة في عام 2023.

ينشر الديوان قاموس ديوان [الإنجليزية]، وهو القاموس المرموق للغة الوطنية الماليزية منذ سنوات عديدة. القاموس ليس وصفيًا فحسب، بل هو توجيهي أيضًا، لأنه يمثل نتائج جهود المنظمة لتكييف اللغة الملايوية لاستيعاب تحديات التكنولوجيا والعلوم. يمكن تشبيه دور المنظمة في تطوير وتنظيم اللغة بدور الهيئات الحكومية المماثلة في بلدان أخرى، على سبيل المثال الأكاديمية الفرنسية.
ويقوم أيضًا بمعالجة العديد من الكتب، وخاصة كتب الأنشطة [الإنجليزية] والروايات.

## روابط خارجية
- DBP ماليزيا نسخة محفوظة 15 April 2012 على موقع واي باك مشين.
- ديوان اللغة والصحافة  على فيسبوك.